# Katedrála Nanebevzetí Panny Marie (Přemyšl)
Katedrála Nanebevzetí Panny Marie a sv. Jana Křtitele (Bazylika Archikatedralna Wniebowzięcia NMP i św. Jana Chrzciciela w Przemyślu) je hlavní svatyní římskokatolické arcidiecéze v Přemyšlu.

## Historie

### Románská rotunda
Na tomto místě se již ve druhé polovině 12. století nacházela románská rotunda sv. Mikuláše. Byla postavena z pískovce, měla půdorys kruhu o průměru 9,20 metrů s podkovovitou apsidou. Při archeologickém průzkumu byly nalezeny původní zdi o výšce až 2,30 m. Poprvé byla tato stavba zmíněna v roce 1301. Rotunda byla zbořena při stavbě gotické katedrály.

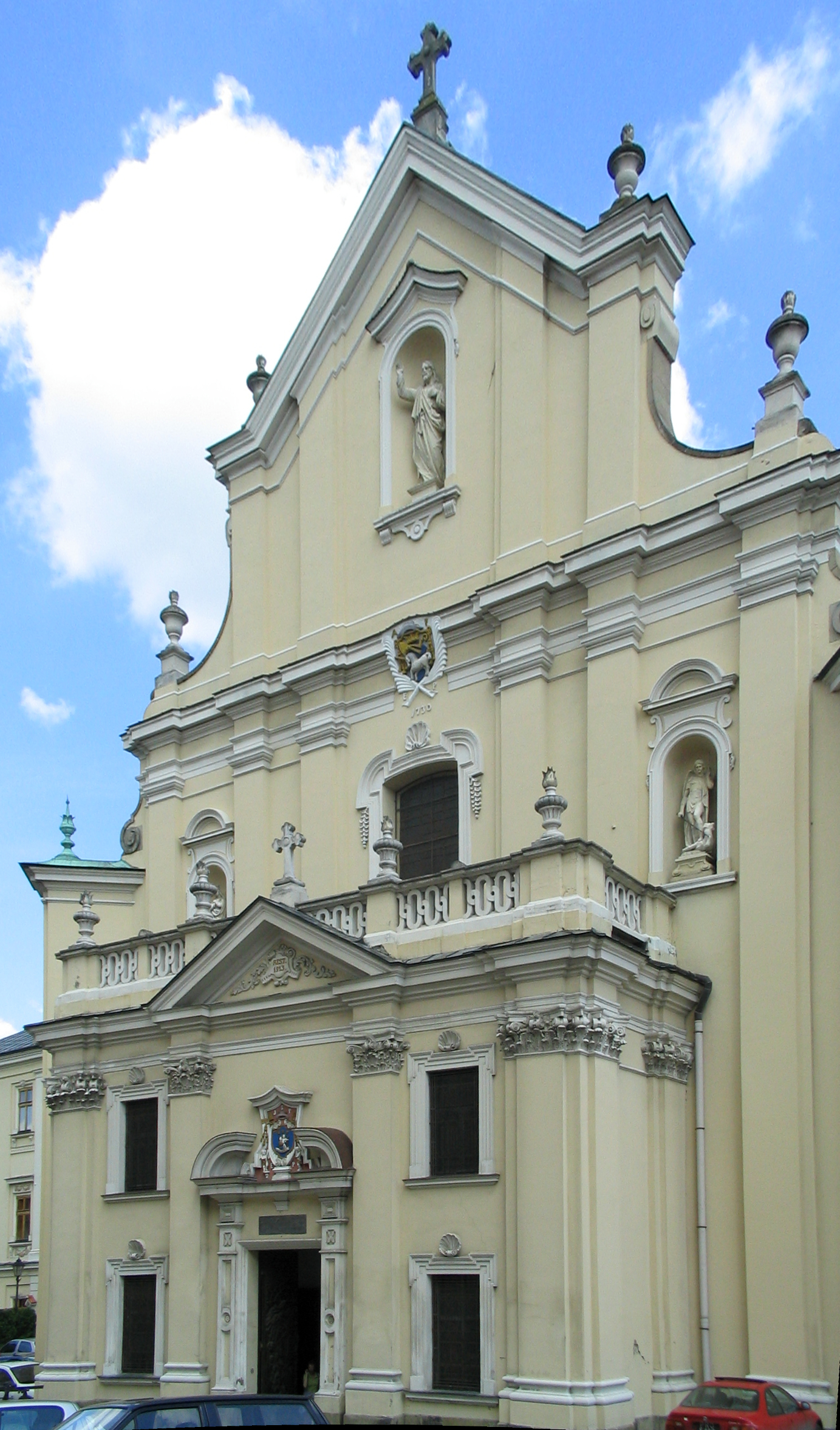
Průčelí katedrály

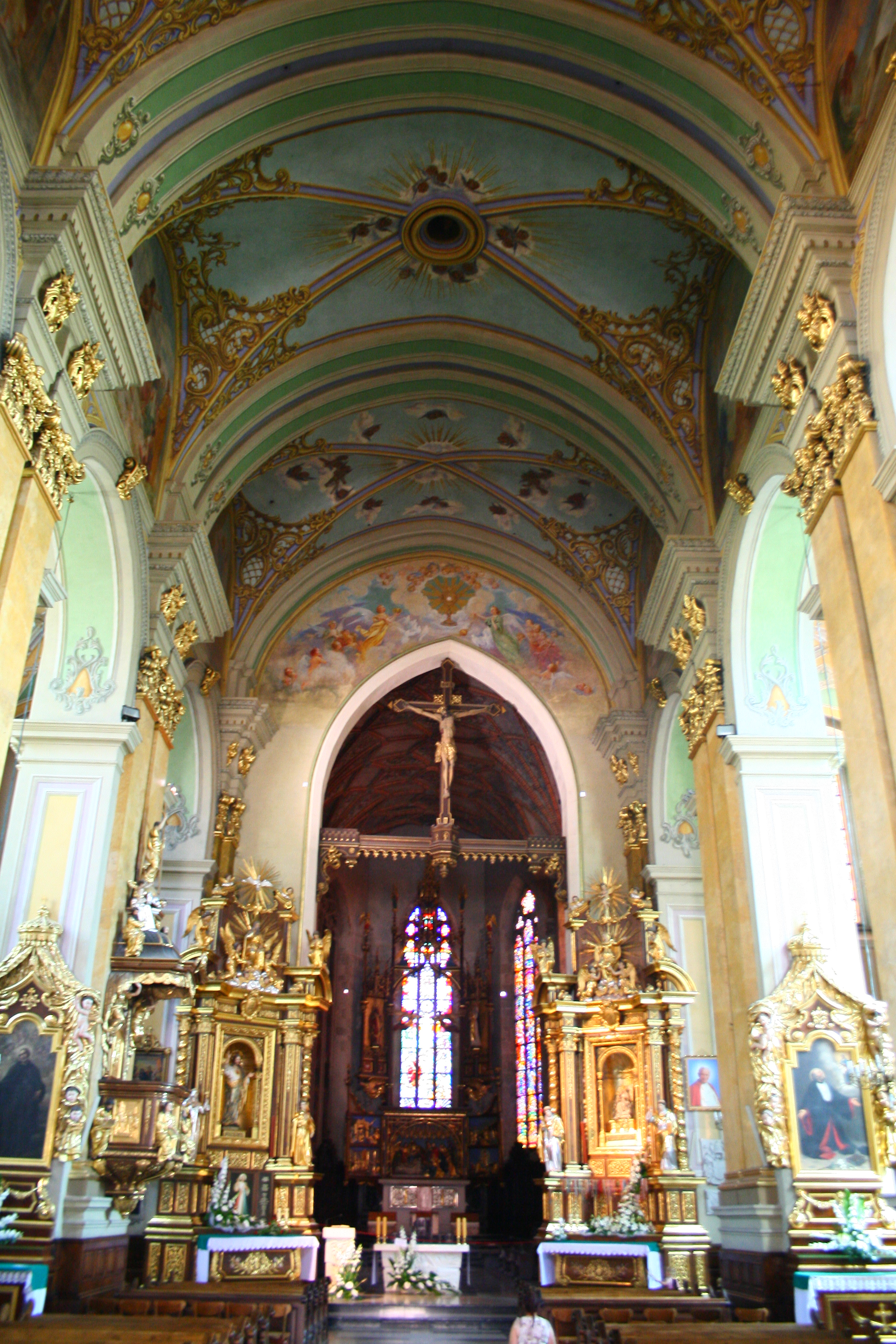
Katedrála Nanebevzetí Panny Marie a sv. Jana Křtitele, Přemyšl, hlavní loď

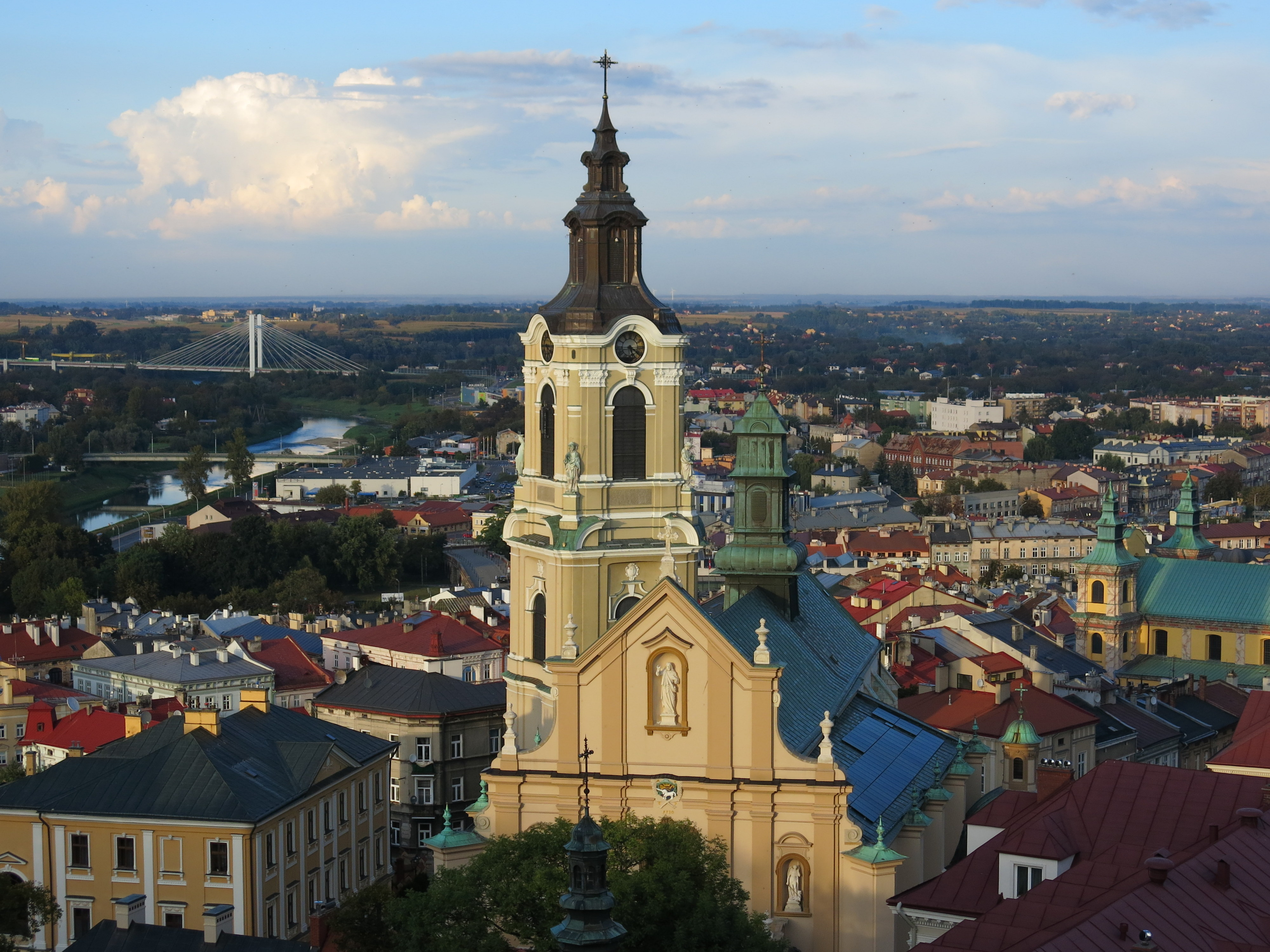
Pohled na katedrálu z cimbuří Kazimírovského zámku

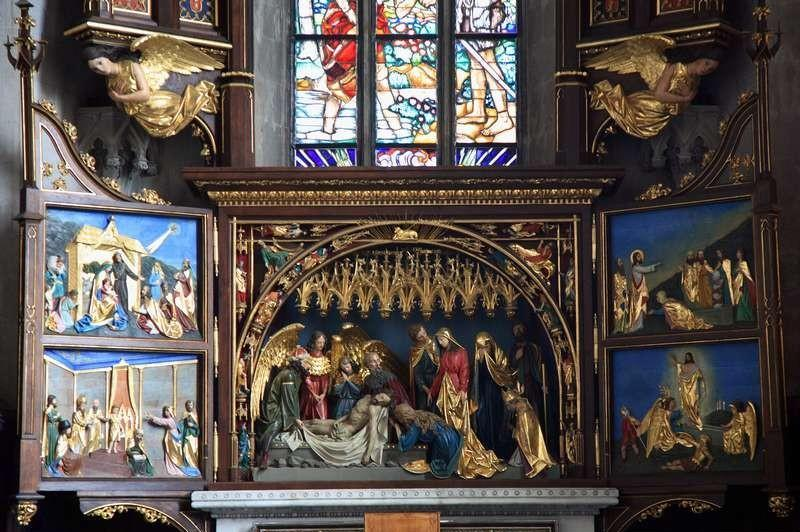
Katedrála Nanebevzetí Panny Marie a sv. Jana Křtitele, Přemyšl, Hlavní oltář

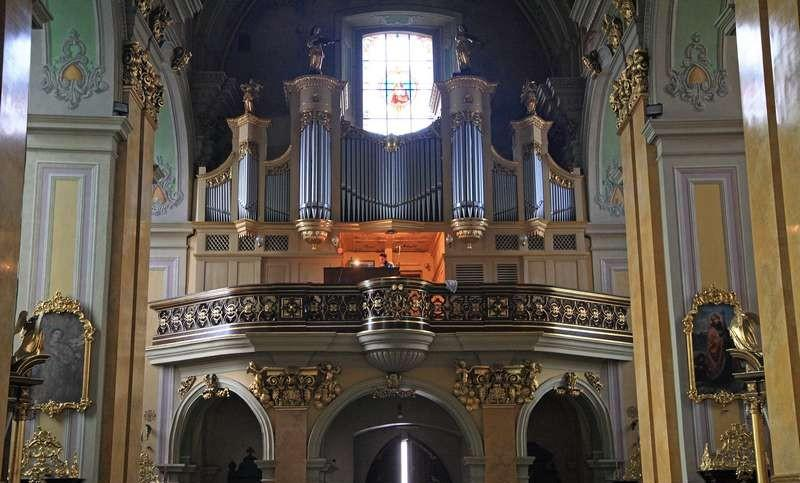
Katedrála Nanebevzetí Panny Marie a sv. Jana Křtitele, Přemyšl, chór s varhanami

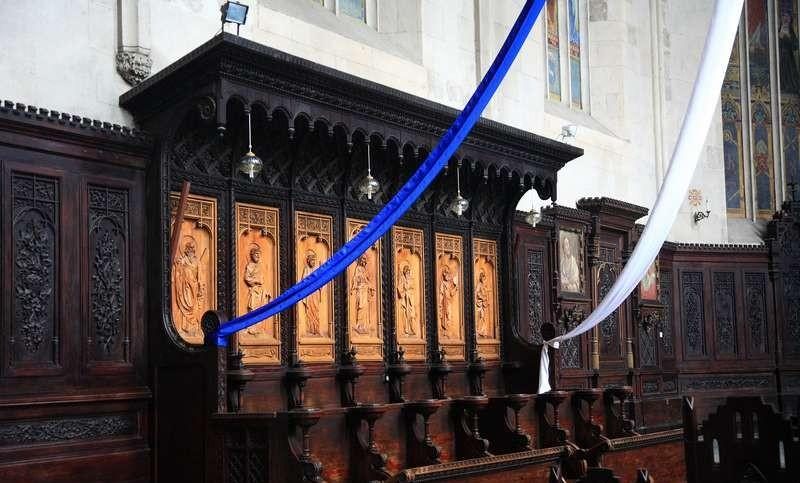
Katedrála Nanebevzetí Panny Marie a sv. Jana Křtitele, Přemyšl, boční lavice v presbytáři

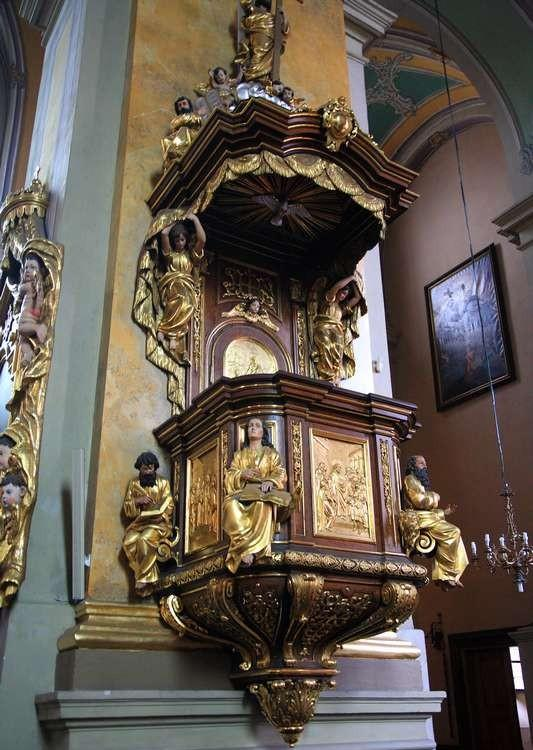
Kazatelna

### Gotická katedrála
Stavba současné katedrály v gotickém stylu byla zahájena v roce 1452. Po demolici románské rotundy byl do roku 1474 postaven presbytář, ale později byla práce pozastavena. Na konci 15. století byla přidána hlavní loď, která však byla během tatarské invaze v roce 1495 poškozena. Další práce začaly začátkem 16. století a katedrála byla dokončena v roce 1549. Z obav z invazí Valašanů a Tatarů bylo kolem chrámu vystavěno opevnění, včetně děl (tato zeď existovala až do roku 1839). V roce 1578 přemyšlský starosta, Jan Tomasz Drohojowski, zafinancoval výstavbu současné kaple "Nejsvětější svátosti", nazývanou také kaple "Drohojovských" (kaplica Drohojowskich). Vznikla na místě dřívější rotundy sv. Mikuláše. Tato kaple byla postavena v renesančním stylu a původně nesla název kaple sv. Tomáše.

### Barokní katedrála
V roce 1724 začala, z iniciativy biskupa Alexandra Antonína Fredra, barokní přestavba. Součástí přestavby byla na jeho počest vystavěna kaple (kaple Fredrů). Během rekonstrukce byl v presbytáři umístěn obrovský barokní tzv. Velký oltář a nové postranní lavice. Bohužel, záhy po dostavbě se klenba zhroutila (1733) a částečně zničila vybavení kostela a kryptu. Do roku 1743 byl kostel opraven a v 1744 byl přestavěný chrám opět vysvěcen. Tehdy bylo také postaveno první patro zvonice.

### Rekonstrukce, dostavby v 19. a 20. století
Mezi roky 1882-1907 probíhala rekonstrukce chrámu, a nejstarší části kostela - presbytáři byla navrácena gotická podoba. Rovněž byla dokončena věž, přidáno druhé patro a v jeho rozích umístěny sochy světců a na věž přidány ciferníky věžních hodin. Celek byl zakončen kopulí.
V roce 2014 byly návštěvníkům zpřístupněny krypty pod chrámem. Nejcennějším prvkem podzemí jsou vnější stěny románské rotundy sv. Mikuláše. V lapidáriu, které se zde nachází, byly umístěny architektonické prvky chrámu připomínající katastrofu stavby v roce 1733.